# Lijst van voetbalinterlands Bahrein - Saoedi-Arabië (vrouwen)
Deze lijst van voetbalinterlands is een overzicht van alle officiële voetbalinterlands tussen de nationale vrouwenteams van Bahrein en Saoedi-Arabië. De landen hebben tot nu toe één keer tegen elkaar gespeeld.

## Wedstrijden
| № | Plaats | Datum        | Competitie        | Wedstrijd               | Uitslag |
| - | ------ | ------------ | ----------------- | ----------------------- | ------- |
| 1 | Taif   | 12 juni 2025 | Vriendschappelijk | Saoedi-Arabië − Bahrein | 1 − 0   |

## Samenvatting
| Competitie        | Totaal gespeeld | Winst Bahrein | Gelijk | Winst Saoedi-Arabië | Doelsaldo Bahrein – Saoedi-Arabië |
| ----------------- | --------------- | ------------- | ------ | ------------------- | --------------------------------- |
| Vriendschappelijk | 1               | 0             | 0      | 1                   | 0 − 1                             |
| Totaal            | 1               | 0             | 0      | 1                   | 0 − 1                             |